# Петра Джош-Деліс
Петра Джош-Деліс (нар. 29 березня 1964) — колишня швейцарська тенісистка.
Здобула 1 парний титул туру WTA.
Найвищим досягненням на турнірах Великого шолома було 4 коло в одиночному розряді.

## Фінали турнірів WTA

### Одиночний розряд (0–1)
| Результат | Дата            | Турнір              | Рівень   | Покриття | Суперниця     | Рахунок       |
| --------- | --------------- | ------------------- | -------- | -------- | ------------- | ------------- |
| Поразка   | 31 березня 1985 | Palm Beach Cup, США | $100,000 | Ґрунт    | Кетлін Горват | 6–3, 3–6, 3–6 |

### Парний розряд (1–1)
| Результат | Дата          | Турнір                  | Рівень  | Покриття | Партнерка        | Суперниці                         | Рахунок       |
| --------- | ------------- | ----------------------- | ------- | -------- | ---------------- | --------------------------------- | ------------- |
| Поразка   | Травень, 1983 | WTA Swiss Open, Lugano  | $50,000 | Ґрунт    | Патрісія Медрадо | Марселла Мескер Крістіан Жоліссен | 2–6, 6–3, 5–7 |
| Перемога  | Травень, 1985 | Spanish Open, Barcelona | $50,000 | Ґрунт    | Патрісія Медрадо | Пенні Барг Адріана Віллагран      | 6–1, 6–0      |